# 过氧化氢酶
过氧化氢酶，化学式为:C2731H4113O799N763S13P3Fe        ，是一种广泛存在于各类生物体中的酶，它是一类抗氧化剂，其作用是催化过氧化氢转化为水和氧气的反应。过氧化氢酶也是具有最高转换数（与底物反应速率）的酶之一；在酶達飽和的狀態下，一个过氧化氢酶分子每秒能将五千萬个过氧化氢分子转化为水和氧气。
过氧化氢酶是一个同源四聚体，每一个亚基含有超过500个氨基酸残基；并且每个亚基的活性位点都含有一个卟啉血红素基团，用于催化过氧化氢的反应。过氧化氢酶的最适pH接近6，最适温度则因物种而异。

## 历史
作为一种物质，过氧化氢酶是在1811年被过氧化氢（H2O2）的发现者泰戈爾（Louis Tiger）首次发现。1900年，Oscar Loew将这种能够降解过氧化氢的酶命名为“catalase”，即过氧化氢酶，并发现这种酶存在于许多植物和动物中。1937年，詹姆斯·B·萨姆纳将来自牛肝中的过氧化氢酶结晶，并在次年获得了该酶的分子量。1969年，牛的过氧化氢酶的氨基酸序列得以解出。而后，1981年，其三维结构得以解析。

## 催化反应

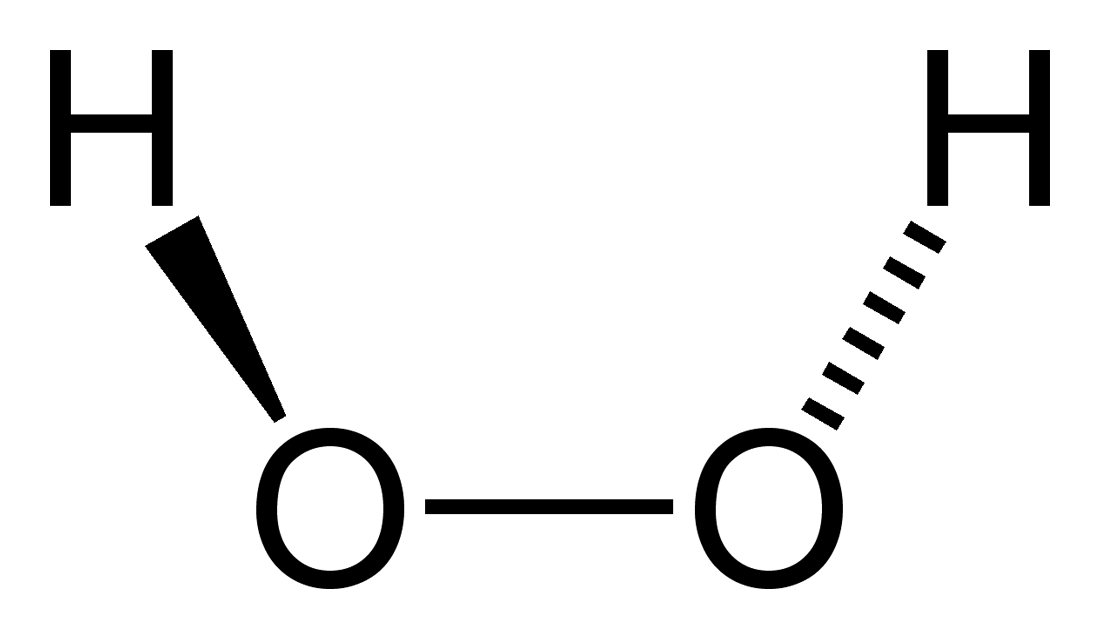
过氧化氢分子

过氧化氢酶催化过氧化氢分解的反应可以表示如下：
2 H2O2 → 2 H2O + O2

## 反应机制
虽然过氧化氢酶完整的催化机制还没有完全被了解，但其催化过程被认为分为两步：
H2O2 + Fe(III)-E → H2O + O=Fe(IV)-E(.+)
H2O2 + O=Fe(IV)-E(.+) → H2O + Fe(III)-E + O2
其中，“Fe()-E”表示结合在酶上的血红素基团（E）的中心铁原子(Fe)。Fe(IV)-E(.+)为Fe(V)-E的一种共振形式，即铁原子并没有完全氧化到+V价，而是从血红素上接受了一些“支持电子”。因而，反应式中的血红素也就表示为自由基阳离子(.+).
过氧化氢进入活性位点并与酶147位上的天冬酰胺残基（Asn147）和74位上的组氨酸残基（His74）相互作用，使得一个质子在氧原子间互相传递。自由的氧原子配位结合，生成水分子和Fe(IV)=O。Fe(IV)=O与第二个过氧化氢分子反应重新形成Fe(III)-E，并生成水分子和氧气。活性中心铁原子的反应活性可能由于357位上酪氨酸残基（Tyr357）的苯酚基侧链的存在（帮助Fe(III)氧化为Fe(IV)）而得以提高。反应的效率可能是通过His74和Asn147与反应中间体作用而得以提高。该反应的速率通常可以通过米氏方程来确定。
过氧化氢酶也能够氧化其他一些细胞毒性物质，如甲醛、甲酸、苯酚和乙醇。这些氧化过程需要利用过氧化氢通过以下反应来完成：
H2O2 + H2R → 2H2O + R
同样，具体的反应机制还不清楚。
任何重金属离子（如硫酸铜中的铜离子）可以作为过氧化氢酶的非竞争性抑制剂。另外，剧毒性的氰化物是过氧化氢酶的竞争性抑制剂，可以紧密地结合到酶中的血红素上，阻止酶的催化反应。
处于过氧化状态的过氧化氢酶中间体的三维结构已经获得解析，可以在蛋白质数据库中检索到。

## 功能
过氧化氢是一种代谢过程中产生的废物，它能够对机体造成损害。为了避免这种损害，过氧化氢必须被快速地转化为其他无害或毒性较小的物质。而过氧化氢酶就是常常被细胞用来催化过氧化氢分解的工具。
但过氧化氢酶真正的生物学重要性并不是如此简单：研究者发现基因工程改造后的过氧化氢酶缺失的小鼠依然为正常表现型，这就表明过氧化氢酶只是在一些特定条件下才对动物是必不可少的。
一些人群体内的过氧化氢酶水平非常低，但也不显示出明显的病理反应。这很有可能是因为正常哺乳动物细胞内主要的过氧化氢清除剂是过氧化物还原酶（peroxiredoxin），而不是过氧化氢酶。
过氧化氢酶通常定位于一种被称为过氧化物酶体的细胞器中。植物细胞中的过氧化物酶体参与了光呼吸（利用氧气并生成二氧化碳）和共生性氮固定（将氮气(N2)解离为活性氮原子）。
但细胞被病原体感染时，过氧化氢可以被用作一种有效的抗微生物试剂。部分病原体，如结核杆菌、嗜肺军团菌和空肠弯曲菌，能够生产过氧化氢酶以降解过氧化氢，使得它们能在宿主体内存活。

## 在生物体中的分布
过氧化氢酶存在于所有已知的动物的各个组织中，特别在肝脏中以高浓度存在。在投弹手甲虫（bombardier beetle）中，过氧化氢酶具有独特用途。这种甲虫腹部的腺体中存有对苯二酚和过氧化氢，受到威胁时这两种物质可在一个含有过氧化氢酶和辣根过氧化物酶的空腔中混合。过氧化氢在酶的催化作用下放出氧气，也把对苯二酚氧化为对苯醌，反应剧烈放热，使混合物沸腾气化，连同氧气的助推作用，将混合物喷出。
过氧化氢酶也普遍存在于植物中，包括真菌，尤其有些真菌被发现在低pH值和温暖的环境下更能够产生该酶。
绝大多数需氧微生物都含有过氧化氢酶。例外包括Streptococcus，一种没有过氧化氢酶的需氧细菌。部分厌氧微生物，如Methanosarcina barkeri，也含有过氧化氢酶。

## 相关疾病
过氧化物酶体异常（peroxisomal disorder）过氧化物酶缺乏症（acatalasia）是由过氧化氢酶功能缺陷所造成的。

## 应用
过氧化氢酶在食品工业中被用于除去用于制造奶酪的牛奶中的过氧化氢。过氧化氢酶也被用于食品包装，防止食物被氧化。在纺织工业中，过氧化氢酶被用于除去纺织物上的过氧化氢，以保证成品是不含过氧化物的。它还被用在隐形眼镜的清洁上：眼镜在含有过氧化氢的清洁剂中浸泡后，使用前再用过氧化氢酶除去残留的过氧化氢。近年来，过氧化氢酶开始使用在美容业中。一些面部护理中加入了该酶和过氧化氢，目的是增加表皮上层的细胞氧量。
过氧化氢酶在实验室中还常常被用作了解酶对反应速率影响的工具。

### 过氧化氢酶检测

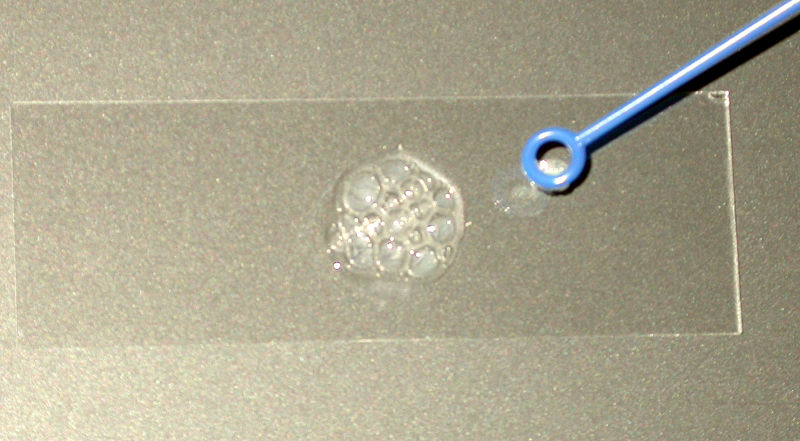
进行中的过氧化氢酶检测，可以观察到气泡。

过氧化氢酶检测是微生物学家鉴定细菌种类的主要的三种检测手段之一，即用过氧化氢来检测过氧化氢酶是否存在。假如细菌中含有过氧化氢酶，则在过氧化氢溶液中加入少量细菌提取物就能观察到氧气气泡生成。
- 有气泡生成，则该菌被认为是呈“过氧化氢酶阳性”。如葡萄球菌[27]和微球菌[28]。
- 没有，则该菌被认为是呈“过氧化氢酶阴性”。如链球菌[29]和肠球菌。

虽然过氧化氢酶检测无法鉴定特定生物体，但与其他检测方法结合，它可以有效地帮助诊断。
此外细菌中是否存在过氧化氢酶，还取决于细胞生长条件和所使用的培养基。